# Bence Pásztor
Bence Pásztor (5. veljače 1995. - ) je mađarski atletičar i bacač kladiva. Bence je osvajač dvaju juniorsih svjetskih srebara iz Barcelone 2012. i Oregona 2014 i svjetski kadetski prvak iz Lillea 2011. Za Mađarsku je nastupio na Svjetskom prvenstvu u atletici 2015. u Pekingu, gdje je u kvalifikacijama bacio 71,14 m i osvojio 28. mjesto, čime se nije plasirao u završnicu natjecanja.